# Immunphänotypisierung
Die Immunphänotypisierung ist eine in der Medizin, insbesondere der Hämatologie, Immunologie und Biologie angewandte Methode zur Analyse der Expression verschiedener Antigene auf der Oberfläche von Zellen. Aus dem Expressionsmuster lassen sich Rückschlüsse auf Zugehörigkeit zu einer bestimmten Zellreihe, den Differenzierungsgrad der Zellen oder einen bestimmten Typ ziehen. Häufig werden Blut- und Knochenmarkzellen mithilfe der Immunphänotypisierung nach verschiedenen Reifungsstadien gemessen.
Besondere Bedeutung hat die Immunphänotypisierung bei der Klassifikation von Leukämien, insbesondere der akuten und chronischen lymphatischen Leukämie und den Non-Hodgkin-Lymphomen. Mit Hilfe markierter monoklonaler Antikörper wird das Antigenprofil der entsprechenden Zellen bestimmt. Bei vielen der untersuchten Antigene handelt es sich um in der CD-Nomenklatur erfasste Leukozyten-Antigene. Die Untersuchung erfolgt meist an Zellsuspensionen, das am häufigsten angewandte Verfahren zum Nachweis der einzelnen Antigene ist die Durchflusszytometrie (FACS-Analyse).
Siehe auch: Antikörperfärbung